# Оушен Тауншип (округ Монмут, Нью-Джерсі)
Оушен Тауншип (англ. Ocean Township) — селище (англ. township) в США, в окрузі Монмаут штату Нью-Джерсі. Населення — 27 672 особи (2020).

## Демографія
Згідно з переписом 2010 року, у селищі мешкала 27 291 особа в 10 611 домогосподарстві у складі 7417 родин. Було 11541 помешкання
Расовий склад населення:
| - 80,7 % — білих - 8,0 % — чорних або афроамериканців - 6,6 % — азіатів - 0,2 % — корінних американців - 2,1 % — осіб інших рас |

До двох чи більше рас належало 2,4 %. Частка іспаномовних становила 9,0 % від усіх жителів.
За віковим діапазоном населення розподілялося таким чином: 22,7 % — особи молодші 18 років, 62,0 % — особи у віці 18—64 років, 15,3 % — особи у віці 65 років та старші. Медіана віку мешканця становила 42,8 року. На 100 осіб жіночої статі у селищі припадало 93,2 чоловіків;  на 100 жінок у віці від 18 років та старших — 89,7 чоловіків також старших 18 років.
Середній дохід на одне домашнє господарство  становив 102 581 долар США (медіана — 80 323), а середній дохід на одну сім'ю — 117 640 доларів (медіана — 99 717). Медіана доходів становила 70 758 доларів для чоловіків та 48 638 доларів для жінок. За межею бідності перебувало 9,2 % осіб, у тому числі 15,9 % дітей у віці до 18 років та 4,7 % осіб у віці 65 років та старших.
Цивільне працевлаштоване населення становило 13 707 осіб. Основні галузі зайнятості: освіта, охорона здоров'я та соціальна допомога — 25,4 %, науковці, спеціалісти, менеджери — 12,8 %, роздрібна торгівля — 12,3 %.